# Primeira Liga 2010-11
La Primeira Liga de Portugal 2010-11 (también conocida como Liga Zon Sagres, Zon debido a razones de patrocinio) fue la temporada número 77 del fútbol de alto nivel en Portugal. Un total de 16 equipos disputaron la liga, de los cuales 14 ya estuvieron en la 2009-10 y dos de los cuales fueron promovidos de la Liga de Honra. Benfica fue el campeón defensor. La pelota oficial fue la Jabulani Adidas.

## Equipos
Belenenses y Leixões fueron relegados al final de la temporada 2009/10 tras terminar en los dos últimos lugares de la tabla. Belenenses descendió tras 11 años militando en el fútbol de más alto nivel en portugués, mientras que Leixões regresó a la Liga de Honra al cabo de tres años.
Los dos equipos relegados fueron reemplazados por el campeón de la Liga de Honra, Beira-Mar, y el subcampeón, Portimonense. Beira-Mar volvió al nivel de primera división después de cinco años de ausencia, y Portimonense hizo su primera aparición en la liga desde que fue relegado al final de la temporada 1989-90.

## Equipos de la temporada 2010-11
| Club                 | Ciudad            | Estadio               |
| -------------------- | ----------------- | --------------------- |
| Académica            | Coímbra           | Ciudad de Coímbra     |
| Beira-Mar            | Aveiro            | Municipal de Aveiro   |
| Benfica              | Lisboa            | da Luz                |
| Braga                | Braga             | Municipal de Braga    |
| Leiria               | Leiría            | Dr. Magalhães Pessoa  |
| Marítimo             | Funchal           | dos Barreiros         |
| Nacional             | Funchal           | Rui Alves             |
| Naval                | Figueira da Foz   | José Bento Pessoa     |
| Olhanense            | Olhão             | José Arcanjo          |
| Paços Ferreira       | Paços de Ferreira | da Mata Real          |
| Portimonense         | Portimão          | Municipal de Portimão |
| Porto                | Oporto            | do Dragão             |
| Rio Ave              | Vila do Conde     | do Rio Ave FC         |
| Sporting de Portugal | Lisboa            | José Alvalade         |
| Vitória Guimarães    | Guimarães         | D. Afonso Henriques   |
| Vitória Setúbal      | Setúbal           | do Bonfim             |

| Pos | Descendidos de la Primeira Liga |
| --- | ------------------------------- |
| 15º | Belenenses                      |
| 16º | Leixões S.C.                    |

| Pos | Ascendidos de la Liga de Honra |
| --- | ------------------------------ |
| 1º  | Beira-Mar                      |
| 2º  | Portimonense                   |

## Clasificación
|  |     | Equipo               | PJ | PG | PE | PP | GF | GC | Dif | Pts |
|  | --- | -------------------- | -- | -- | -- | -- | -- | -- | --- | --- |
|  | 1.  | Porto (C)            | 30 | 27 | 3  | 0  | 73 | 16 | +57 | 84  |
|  | 2.  | Benfica              | 30 | 20 | 3  | 7  | 61 | 31 | +30 | 63  |
|  | 3.  | Sporting de Portugal | 30 | 13 | 9  | 8  | 41 | 31 | +10 | 48  |
|  | 4.  | Sporting Braga       | 30 | 13 | 7  | 10 | 45 | 33 | +12 | 46  |
|  | 5.  | Vitória Guimarães    | 30 | 12 | 7  | 11 | 36 | 37 | -1  | 43  |
|  | 6.  | Nacional             | 30 | 11 | 9  | 10 | 28 | 31 | -3  | 42  |
|  | 7.  | Pacos de Ferreira    | 30 | 10 | 11 | 9  | 35 | 42 | -7  | 41  |
|  | 8.  | Rio Ave              | 30 | 10 | 8  | 12 | 35 | 33 | +2  | 38  |
|  | 9.  | Marítimo             | 30 | 9  | 8  | 13 | 33 | 32 | +1  | 35  |
|  | 10. | Leiria               | 30 | 9  | 8  | 13 | 25 | 38 | -13 | 35  |
|  | 11. | Olhanense            | 30 | 7  | 13 | 10 | 24 | 34 | -10 | 34  |
|  | 12. | Vitória Setúbal      | 30 | 8  | 10 | 12 | 29 | 42 | -13 | 34  |
|  | 13. | Beira-Mar            | 30 | 7  | 12 | 11 | 32 | 36 | -4  | 33  |
|  | 14. | Académica de Coimbra | 30 | 7  | 9  | 14 | 32 | 48 | -16 | 30  |
|  | 15. | Portimonense         | 30 | 6  | 7  | 17 | 29 | 49 | -20 | 25  |
|  | 16. | Naval 1° Maio        | 30 | 5  | 8  | 17 | 26 | 51 | -25 | 23  |

PJ = Partidos jugados; PG = Partidos ganados; PE = Partidos empatados; PP = Partidos perdidos; GF = Goles anotados; GC = Goles recibidos; Dif = Diferencia de gol; Pts = Puntos 
|  | Clasificado para la fase de grupos de la UEFA Champions League 2011-12              |
|  | Clasificado para la tercera ronda previa de la UEFA Champions League 2011-12        |
|  | Clasificado para la cuarta ronda previa (play-off) de la UEFA Europa League 2011-12 |
|  | Clasificado para la tercera ronda previa de la UEFA Europa League 2011-12           |
|  | Clasificado para la segunda ronda previa de la UEFA Europa League 2011-12           |
|  | Descendido a la Liga de Honra                                                       |

## Campeón
|                                |
| Campeón F. C. Porto 25° título |

## Resultados
|                   | Acá | Bei | Ben | Bra | Mar | Nac | Nav | Olh | Paç | Pom | Por | Rio | Spo | Uni | VGu | VSe |
| ----------------- | --- | --- | --- | --- | --- | --- | --- | --- | --- | --- | --- | --- | --- | --- | --- | --- |
| Académica         |     | 3-3 | 0-1 | 0-0 | 1-5 | 2-1 | 3-0 | 1-1 | 0-0 | 1-0 | 0-1 | 0-1 | 1-2 | 0-0 | 3-1 | 1-1 |
| Beira-Mar         | 2-1 |     | 1-3 | 1-2 | 1-1 | 0-2 | 3-1 | 1-0 | 3-1 | 0-1 | 0-1 | 1-1 | 1-1 | 0-0 | 3-2 | 0-0 |
| Benfica           | 1-2 | 2-1 |     | 1-0 | 2-1 | 4-2 | 4-0 | 2-0 | 2-0 | 1-1 | 1-2 | 5-2 | 2-0 | 3-3 | 3-0 | 3-0 |
| Braga             | 5-0 | 2-3 | 2-1 |     | 1-0 | 2-0 | 3-1 | 3-1 | 1-2 | 3-1 | 0-2 | 1-0 | 0-1 | 0-0 | 3-1 | 2-2 |
| Marítimo          | 1-0 | 1-0 | 0-1 | 1-2 |     | 1-1 | 1-0 | 4-0 | 1-1 | 1-1 | 0-2 | 0-1 | 0-3 | 1-1 | 2-0 | 0-1 |
| Nacional          | 1-1 | 0-0 | 2-1 | 1-1 | 0-0 |     | 2-1 | 0-1 | 1-0 | 3-1 | 0-2 | 1-0 | 1-0 | 0-1 | 1-3 | 1-0 |
| Naval             | 3-1 | 2-2 | 2-1 | 0-0 | 0-3 | 1-2 |     | 1-1 | 1-2 | 1-1 | 0-1 | 0-1 | 1-3 | 0-3 | 0-3 | 0-0 |
| Olhanense         | 2-1 | 1-1 | 1-1 | 0-2 | 1-1 | 0-0 | 1-3 |     | 0-0 | 2-0 | 0-3 | 2-2 | 2-2 | 1-0 | 0-0 | 3-1 |
| Paços de Ferreira | 5-1 | 1-1 | 1-5 | 2-2 | 1-0 | 0-1 | 0-0 | 1-0 |     | 2-2 | 0-3 | 1-6 | 1-0 | 1-1 | 2-1 | 2-0 |
| Portimonense      | 2-2 | 1-0 | 0-1 | 0-3 | 1-0 | 1-1 | 0-1 | 1-1 | 0-1 |     | 2-3 | 3-1 | 1-3 | 1-2 | 2-1 | 3-4 |
| Porto             | 3-1 | 3-0 | 5-0 | 3-2 | 4-1 | 3-0 | 3-1 | 2-0 | 3-3 | 2-0 |     | 1-0 | 3-2 | 5-1 | 2-0 | 1-0 |
| Rio Ave           | 2-2 | 1-1 | 1-2 | 2-0 | 0-0 | 0-1 | 1-0 | 0-1 | 3-1 | 2-0 | 0-2 |     | 0-0 | 1-0 | 2-3 | 2-0 |
| Sporting CP       | 2-0 | 1-0 | 0-2 | 2-1 | 1-0 | 1-1 | 3-3 | 0-0 | 2-3 | 2-1 | 1-1 | 1-0 |     | 0-0 | 2-3 | 0-1 |
| União Leiria      | 2-1 | 0-3 | 0-3 | 3-1 | 1-3 | 2-1 | 1-0 | 0-2 | 0-0 | 0-1 | 0-2 | 1-0 | 1-2 |     | 0-1 | 1-0 |
| Vitória Guimarães | 0-2 | 1-0 | 2-1 | 2-1 | 2-0 | 0-0 | 1-2 | 1-0 | 1-1 | 2-0 | 1-1 | 0-0 | 1-1 | 1-0 |     | 1-1 |
| Vitória Setúbal   | 0-1 | 0-0 | 0-2 | 0-0 | 2-4 | 2-1 | 1-1 | 0-0 | 1-0 | 3-1 | 0-4 | 3-3 | 0-3 | 4-1 | 2-1 |     |

## Goleadores
| # | Jugador          | Club              | Goles |
| - | ---------------- | ----------------- | ----- |
| 1 | Hulk             | Porto             | 23    |
| 2 | Radamel Falcao   | Porto             | 16    |
| 2 | João Tomás       | Rio Ave           | 16    |
| 4 | Óscar Cardozo    | Benfica           | 12    |
| 5 | Baba Diawara     | Marítimo          | 11    |
| 6 | Edgar            | V. Guimarães      | 10    |
| 6 | Silvestre Varela | Porto             | 10    |
| 8 | Carlão           | Leiria            | 9     |
| 8 | Cláudio Pitbull  | V. Setúbal        | 9     |
| 8 | Mario Rondón     | Paços de Ferreira | 9     |
| 8 | Javier Saviola   | Benfica           | 9     |
| 8 | Leandro Tatu     | Beira-Mar         | 9     |